# Michel Bulté
Michel Bulté, né en 1947, est un homme politique français.

## Biographie
Originaire du Sud-Ouest, Michel Bulté termine ses études d'ingénieur à la Faculté de Bordeaux puis décide de partir s'installer à Paris. Il arrive dans la capitale en mai 1968 en pleine tourmente révolutionnaire et participe au mouvement de Mai 68 aux côtés des maoïstes. Il est embauché comme ouvrier chez Nicoll, une usine de plastique de Gentilly. Il y découvre les conditions de vie et de travail de la classe ouvrière et est licencié par la direction après avoir dénoncé le dysfonctionnement d'une presse ayant entrainé un grave accident du travail. Il entre ensuite dans un bureau d'études, puis dirige une entreprise d'électricité.
En 1977, il rejoint l'équipe de campagne de Jacques Chirac, qui vient de créer le RPR et dont le nouveau parti remporte la majorité des sièges lors des élections municipales à Paris. Aux élections municipales de 1983, Michel Bulté est le lieutenant de Jacques Féron qui remporte la mairie du 19e arrondissement de Paris. Jacques Féron conserve son fauteuil de maire aux élections municipales de 1989, puis entre à l'Assemblée nationale après avoir remporté les élections législatives de 1993. 
Féron accepte alors de céder son fauteuil de maire à Michel Bulté qui est élu maire du 19e arrondissement de Paris le 15 mars 1994,. L'année suivante, aux élections municipales de 1995, il est battu par le candidat socialiste Roger Madec.
Dénonçant les choix politiques de Jacques Chirac qui pour lui a renoncé à résorber la fracture sociale, il tente de se présenter à la présidence du RPR en 1999. Sa candidature est toutefois invalidée,. 
Lors des élections régionales de 1998 en Île-de-France il est réélu conseiller régional malgré la défaite de l'ancien Premier ministre Édouard Balladur face à Jean-Paul Huchon. Soutien de Philippe Séguin, il est tête de liste RPR dans le 19e arrondissement de nouveau en 2001. Dans un contexte de division de la droite, il doit affronter le dissident François Asselineau, soutien de Jean Tibéri, et est battu par Roger Madec qui est réélu maire de l'arrondissement. 
Aux élections législatives de 2002, il est candidat dissident de la droite dans la 20e circonscription de Paris face à Lynda Asmani investie par l'UMP, mais est battu par le socialiste Jean-Christophe Cambadélis le 9 juin 2002. Il est de nouveau candidat dissident lors des élections sénatoriales de 2004 à Paris.
Le 15 décembre 2005, il quitte l'UMP pour rejoindre les rangs de l'UDF au sein du conseil régional, tout en restant au groupe UMP au conseil de Paris. Aux élections législatives de 2007, il est candidat sous l'étiquette du MoDem dans la 13e circonscription de Paris où il obtient 10 % des suffrages. Lors des municipales de 2008 à Paris il est candidat sur les listes de Marielle de Sarnez et échoue à être réélu au Conseil de Paris.
En 2011, il est brièvement candidat à la primaire socialiste pour la présidentielle sous l'étiquette de l’Initiative nouvelle des indépendants gaullistes nationaux et sociaux avant de renoncer.
Le 15 janvier 2014, il est désigné tête de liste FN-RBM dans le 19e arrondissement,,,. Il y réalise un score de 7,94 % des suffrages exprimés, ce qui est insuffisant pour accéder au second tour.
En 2017, il se présente aux élections législatives dans la 16e circonscription de Paris où il recueille 3,98 % des voix.

## Détail des fonctions et des mandats
Mandats locaux
- 1989 - 2008 : Conseiller de Paris

- 15 mars 1994 - 1995 : Maire du 19e arrondissement de Paris
- 1992 - 1998 : Conseiller régional d'Île-de-France
- 1998 - 2004 : Conseiller régional d'Île-de-France